# Arroyo Mataojo Grande
Der Arroyo Mataojo Grande, auch als Arroyo del Mataojo Grande bezeichnet, ist ein Fluss in Uruguay.
Der Arroyo Mataojo Grande entspringt in der westlichen Flanke der Cuchilla de Haedo. Er nimmt einen ausgedehnten Verlauf auf dem Gebiet des Departamentos Salto. Dabei wird er unter anderem von den Nebenflüssen Arroyo Tigre, Arroyo Mauricio und Arroyo de la Horqueta gespeist. Er mündet schließlich linksseitig in den Oberlauf des  Río Arapey.